# ماثيو غرو
ماثيو غرو (بالإنجليزية: Matthew Grow)‏ هو مؤرخ أمريكي، ولد في 5 مارس 1977 في مدينة سولت ليك في الولايات المتحدة.